# Гиртоп (Фалештський район)
Гиртоп (рум. Hîrtop) — село у Фалештському районі Молдови. Входить до складу комуни, адміністративним центром якої є село Скумпія.

## Населення
За даними перепису населення 2004 року у селі проживали 138 осіб.
Національний склад населення села:
| Національність | Кількість осіб | Відсоток |
| -------------- | -------------- | -------- |
| молдавани      | 80             | 58,0%    |
| українці       | 56             | 40,6%    |
| росіяни        | 1              | 0,7%     |
| поляки         | 1              | 0,7%     |
| Всього         | 138            | 100%     |